# Схватка (фильм, 1995)
«Схватка» (англ. Heat) — американская эпическая криминальная драма 1995 года, пятый полнометражный фильм режиссёра Майкла Манна. В нём задействован актёрский ансамбль во главе с Аль Пачино и Робертом Де Ниро, роли второго плана исполнили Вэл Килмер, Том Сайзмор, Дайан Венора, Эми Бреннеман, Эшли Джадд, Уэс Стьюди, Джон Войт, Тед Левайн, Деннис Хэйсберт и Дэнни Трехо. Фильм рассказывает о конфликте между детективом полиции Лос-Анджелеса (которого играет Пачино) и профессиональным преступником (которого играет Де Ниро), а также о его влиянии на их профессиональные отношения и личную жизнь.
Оригинальный сценарий «Схватки» Манн написал в 1979 году, взяв за основу историю преследования чикагским полицейским Чаком Адамсоном преступника Нила Макколи, в честь которого назван персонаж Де Ниро. Сценарий был впервые использован для телевизионного пилотного фильма, разработанного Манном, который в 1989 году стал телевизионным фильмом «Сделано в Лос-Анджелесе» после того, как пилотный фильм не получил заказа на серию. В 1994 году Манн пересмотрел сценарий, чтобы превратить его в художественный фильм, выступив сопродюсером проекта вместе с Артом Линсоном. Этот фильм стал вторым совместным фильмом Де Ниро и Пачино после «Крёстного отца 2» и их первым совместным появлением на экране после периода успешных выступлений обоих. Из-за их уважаемой репутации продвижение было сосредоточено на их участии.
Фильм «Схватка» был выпущен компанией Warner Bros. Pictures 15 декабря 1995 года и имел успех у критиков и коммерческий успех. Фильм собрал в прокате 187 миллионов долларов при бюджете в 60 миллионов долларов, получив высокую оценку за режиссуру и сценарий Манна, экшн-сцены, сведение звука и игру Пачино и Де Ниро. Фильм считается одним из самых влиятельных в своем жанре и вдохновил на создание нескольких других работ . 20 июля 2022 года было объявлено о разработке сиквела.

## Сюжет
Банда Нила Макколи (Роберт Де Ниро), действующая в Лос-Анджелесе и пригородах, основана не только на принципах строгой дисциплины и тщательной подготовки преступлений, но и на старых товарищеских отношениях её участников: Криса Шихерлиса (Вэл Килмер), Майкла Черитто (Том Сайзмор) и Трехо (Дэнни Трехо). Однако хорошо спланированный налёт на инкассаторскую машину едва не сорван из-за недостатка выдержки привлечённого со стороны рецидивиста Уэйнгро (Кевин Гейдж). Без необходимости он убивает одного охранника, что вынуждает преступников хладнокровно добить остальных. Оставив без внимания деньги, бандиты забирают только определённые ценные бумаги. Уэйнгро приговорён, но по случайности ему удаётся скрыться. Друг и посредник банды Нейт (Джон Войт) считает наиболее выгодным продать полученные облигации их же бывшему владельцу — Ван Занту (Уильям Фихтнер), финансовому посреднику в легализации наркодолларов, который получит полное возмещение от страховой компании. В телефонном разговоре Нейт предлагает тому получить за 60 % стоимости все ценные бумаги. Ван Зант соглашается, но отдаёт команду убить тех, кто посягнул на его собственность. В перестрелке люди Ван Занта погибают, а ему самому Макколи объявляет приговор по телефону.
Расследование нападения на банковскую машину ведёт опытный лейтенант из отдела убийств Винсент Ханна (Аль Пачино). Используя сеть информаторов, он выходит на след преступной группы Макколи и тщательно выжидает попытки совершения очередного преступления для мотивированного ареста сразу всех участников банды. Нил, благодаря своим источникам в полиции, узнаёт о начавшейся слежке и предлагает товарищам на неопределённое время прекратить преступный промысел. При этом он сообщает об имеющемся проработанном плане разбойного нападения на банк с гарантированным результатом в тринадцать миллионов долларов. Преступники решаются пойти на риск.
Одновременно фильм рассказывает о личной жизни главных героев. Брак, и уже не первый, лейтенанта Ханны и его жены Джастин (Дайан Венора) близок к разрыву из-за его болезненной профессиональной ответственности и занятости. Лудомания Шихерлиса толкает его жену Шарлин (Эшли Джадд) к измене. Макколи позволяет себе искренне привязаться к Иди (Эми Бреннеман), считающей его обычным коммерсантом.
В запланированный день бандиты, за исключением Трехо, не сумевшего избавиться от слежки полицейских, совершают налёт на банк. Поначалу всё идёт для них успешно. Но лейтенант Ханна, получивший от информатора Хью Бенни (позже выясняется, что это был помощник Ван Занта) звонок о совершающемся ограблении, успевает со своей группой прибыть к банку, когда преступники уже покидают его. Происходит перестрелка на улицах города. В ней гибнет Черитто, Шихерлис серьёзно ранен, но Макколи выводит его из-под огня. Им удаётся скрыться с частью похищенных денег. Оставив Криса у нелегального медика, Нил едет к Трехо, но застаёт его умирающим от ран, нанесённых Уэйнгро, сотрудничающим с Ван Зантом. Макколи пробирается в дом Ван Занта и убивает его.
Жена Шихерлиса идёт на сделку с полицией ради сына. Полиция организует засаду на преступника, но в момент, когда он появляется, Шарлин с балкона незаметно для полицейских даёт ему знак. Крис всё понимает и уезжает.
Нил отправляется к Иди и, частично открывшись перед ней, уговаривает уехать с ним из города. С деньгами и подготовленными ранее поддельными документами они отправляются в аэропорт. Тут срабатывает ловушка, приготовленная лейтенантом чуть ранее. Некоторое время назад в полицию поступила информация о местонахождении Уэйнгро, и Ханна, обоснованно предполагая, что после убийства Ван Занта именно Уэйнгро будет следующей целью Макколи, организует засаду в гостинице, где тот поселился. После недолгих колебаний Макколи едет в гостиницу, инсценирует пожар и убивает Уэйнгро. Лейтенант Ханна, уже потерявший надежду арестовать Макколи, получив информацию о его появлении в засаде, устремляется к отелю и после короткого преследования на территории аэропорта Лос-Анджелеса смертельно ранит Нила. Проявляя уважение, Ханна держит Макколи за руку, пока тот умирает.

## Актёрский состав
- Аль Пачино — детектив Винсент Ханна
- Роберт Де Ниро — Нил Макколи
- Вэл Килмер — Крис Шихерлис
- Джон Войт — Нейт (прототип Эдвард Банкер)
- Том Сайзмор — Майкл Черитто
- Дайан Венора — Джастин Ханна
- Эми Бреннеман — Иди
- Эшли Джадд — Шарлин Шихерлис
- Майкелти Уильямсон — сержант Друкер
- Уэс Стьюди — детектив Сэмми Казальс
- Тед Левин — детектив Майк Боско
- Деннис Хэйсберт — Дональд Бридан
- Уильям Фихтнер — Роджер ван Зант
- Натали Портман — Лорен Густафсон
- Том Нунен — Келсо
- Кевин Гейдж — Уэйнгро
- Хэнк Азариа — Алан Марчиано
- Сьюзан Трейлор — Элен Черитто
- Дэнни Трехо — Трехо
- Генри Роллинз — Хью Бенни
- Джерри Тримбл — сержант Дэнни Шварц
- Рики Харрис — Альберт Торена
- Tone Loc — Ричард Торена
- Джереми Пивен — доктор Боб
- Ксандер Беркли — Ральф

## Развитие

### Фактическая основа
Фильм Схватка основан на реальной истории Нила Макколи, расчётливого преступника и бывшего заключённого Алькатраса, которого выследил детектив Чак Адамсон в 1964 году. В 1961 году Макколи перевели из Алькатраса в Макнил, как упоминалось в фильме. Он был освобождён в 1962 году и сразу же начал планировать новые преступления. Майкл Парилл и Уильям Пинкертон использовали болторез и дрели, чтобы ограбить производственную компанию алмазных сверл, что воссоздано в фильме. Персонаж Пачино во многом основан на детективе Чаке Адамсоне, который начал следить за командой Макколи, зная, что тот снова начал совершать преступления. Они даже однажды встретились за кофе, как показано в фильме. Их диалог в сценарии был основан на разговоре Макколи и Адамсона. В следующий раз, когда они встретились, пистолеты были наготове, что также отражено в фильме.
25 марта 1964 года Макколи и члены его постоянной команды преследовали бронированный автомобиль, который доставлял деньги в продуктовый магазин National Tea по адресу 4720 S. Cicero Avenue, Chicago. После того, как высадка была произведена, трое грабителей вошли в магазин. Они угрожали продавцам и украли сумки с деньгами на сумму 13 137 долларов (что эквивалентно 129 000 долларов в 2023 году), прежде чем они умчались под ливнем на фоне полицейского огня.
Команда Макколи не знала, что Адамсон и восемь других детективов заблокировали все потенциальные выходы; машина для побега свернула в переулок, и грабители увидели блокировку и поняли, что они в ловушке. Все четверо вышли из машины и начали стрелять. Рассел Бредон (или Бреден) и Майкл Парилл были убиты в переулке, в то время как Миклош Полешти (на котором очень вольно основан Крис Шихерлис) выстрелил и сбежал. Макколи был застрелен на лужайке соседнего дома. Ему было 50 лет, и он был главным подозреваемым в нескольких ограблениях. Полешти был пойман несколько дней спустя и отправлен в тюрьму. Полешти был ещё жив в 2011 году.
Адамсон продолжил успешную карьеру в качестве теле- и кинопродюсера и умер в 2008 году в возрасте 71 года. Фильм «Джонни Д.» (2009) посвящён памяти Адамсона.
Персонаж Нейта, которого играет Джон Войт, основан на Эдварде Банкере, который был консультантом Манна в фильме.

### Отменённый сериал
В 1979 году Манн написал 180-страничный черновик Схватка. Он переписал его после того, как снял Вор в 1981 году, надеясь найти режиссёра, который бы его снял, и публично упомянул об этом в рекламном интервью для своего фильма Крепость (1983). В конце 1980-х он предложил фильм своему другу, кинорежиссёру Уолтеру Хиллу, который отказался. После успеха Полиции Майами и Криминальных историй Манн должен был продюсировать новое криминальное телешоу для NBC. Он превратил сценарий, который впоследствии стал Схватка, в 90-минутный пилот для телесериала с участием отдела грабежей и убийств полиции Лос-Анджелеса, со Скоттом Планком в роли Ханны и Алексом МакАртуром в роли Нила Макколи, переименованного в Патрика Макларена. Пилот был снят всего за 19 дней, что нетипично для Манна. Сценарий был сокращён почти до трети от его первоначальной длины, исключая многие второстепенные сюжетные линии, которые вошли в Схватку. Телеканал был недоволен Планком в качестве ведущего актёра и попросил Манн переделать роль Ханны. Манн отказался, и шоу было отменено, а пилот вышел в эфир 27 августа 1989 года в качестве телевизионного фильма под названием Сделано в Лос-Андделесе, который позже был выпущен на VHS и DVD в Европе.

## Производство

### Предварительное производство
5 апреля 1994 года Манн, как сообщалось, отказался от своего прежнего плана снять биографический фильм о Джеймсе Дине в пользу режиссуры Схватки, продюсером которого выступил Арт Линсон. Фильм знаменует собой первое совместное появление на экране Аль Пачино и Роберта Де Ниро. Оба актёра снимались в фильме Крёстный отец 2, но из-за структуры сюжета фильма их не видно в одной сцене. Пачино и Де Ниро были первыми кандидатами Манна на роли Ханны и Макколи соответственно, и они оба сразу же согласились играть.
Манн назначил Дженис Полли, бывшую сотрудницу по фильму Последний из могикан, менеджером по локациям фильма, вместе с Лори Балтон, которая в основном занималась разведкой. Поиск мест для съёмок продолжался с августа по декабрь 1994 года. Манн запросил места, которые ранее не появлялись в фильме, и Балтон справился с задачей — ранее было использовано менее 10 из 85 мест съёмок. Самым сложным местом для съемок оказался международный аэропорт Лос-Анджелеса, где съемочная группа едва не пропустила кадр из-за угрозы аэропорту со стороны Унабомбера.
Чтобы сделать длительную перестрелку более реалистичной, они наняли бывшего сержанта британской Особой воздушной службы Энди Макнаба в качестве технического инструктора по оружию и консультанта. Он разработал учебную программу по обучению обращению с оружием, чтобы в течение трех месяцев тренировать актеров с использованием боевых патронов, прежде чем стрелять холостыми патронами для настоящего дубля, и занимался их подготовкой к ограблению банка.

### Кастинг
Де Ниро был первым актёром, получившим сценарий фильма, и показал его Пачино, который также хотел принять участие в фильме. Де Ниро считал, что Схватка — «очень хорошая история, в ней есть что-то особенное, реальность и подлинность». В 2016 году Пачино признался, что, по его мнению, его персонаж находился под воздействием кокаина на протяжении всего фильма.
Манн отвёз Килмера, Сайзмора и Де Ниро в тюрьму штата Фолсом, чтобы взять интервью у настоящих профессиональных преступников и подготовить их к ролям. Во время изучения своей роли Джадд познакомилась с несколькими бывшими проститутками, которые стали домохозяйками.
Киану Ривзу предложили роль Криса Шихерлиса, но он отказался от неё в пользу роли Гамлета в Театральном центре Манитобы. В результате роль досталась Вэлу Килмеру.

### Съёмки
Основные съёмки Схватки длились 107 дней летом 1995 года. Все съёмки проходили на натуре в Лос-Анджелесе и его окрестностях из-за решения Манна не использовать звуковой павильон. Среди ключевых съёмочных площадок были Citigroup Center, где происходит ограбление банка и перестрелка с полицией, и ресторан Kate Mantilini, который служит местом встречи за кофе между персонажами Пачино и Де Ниро.
Оператор фильма Данте Спинотти использовал сочетание естественного и практического освещения, чтобы запечатлеть суровость и реализм фильма. Визуальный стиль фильма также передает необъятность Лос-Анджелеса и изоляцию его персонажей в городской застройке. Манн и Спинотти часто используют общие планы и длинные планы, чтобы создать ощущение масштаба и погружения.
И Аль Пачино, и Роберт Де Ниро тщательно готовились к своим ролям. Они провели время с настоящими детективами и преступниками, чтобы глубже понять своих персонажей. Сцена в закусочной с Пачино и Де Ниро была снята с минимальными репетициями, чтобы сохранить спонтанность и интенсивность их взаимодействия. Манн использовал несколько камер, чтобы запечатлеть сцену с разных ракурсов, сосредоточившись на крупных планах, чтобы подчеркнуть напряжение и тонкости игры каждого актёра.

## Саундтрек
19 декабря 1995 года Warner Bros. Records выпустили саундтрек-альбом на кассете и CD, чтобы сопровождать фильм, под названием Heat: Music from the Motion Picture. Альбом спродюсирован Маттиасом Голем. Он содержит 29-минутный выбор музыки к фильму, написанной Эллиотом Голденталем, а также песни других исполнителей, таких как U2 и Брайан Ино (сотрудничал как Passengers), Терье Рипдал, Моби и Лиза Джеррард.
«Схватка» использует сокращённую инструментальную интерпретацию песни Joy Division «New Dawn Fades» в исполнении Моби, которая также представлена в той же форме в альбоме саундтреков. Манн повторно использовал трек Einstürzende Neubauten «Armenia» в своём фильме 1999 года «Свой человек». Фильм заканчивается песней Moby «God Moving Over the Face of the Waters», другая версия которой включена в конец альбома саундтреков.
Манн и Голденталь выбрали атмосферную ситуацию для саундтрека к фильму. Голденталь использует установку, состоящую из нескольких гитар, которую он назвал «гитарным оркестром», и посчитал, что это приближает саундтрек к европейскому стилю.

## Релиз

### Кассовые сборы
Фильм «Схватка» вышел 15 декабря 1995 года и открылся в прокате с 8,4 миллиона долларов в 1325 кинотеатрах, заняв третье место после «Джуманджи» и «Истории игрушек». Он заработал в общей сложности 67,4 миллиона долларов в США и 120 миллионов долларов в зарубежных прокатах. Фильм «Схватка» занял 25-е место среди самых кассовых фильмов 1995 года.

### Домашние носители
Фильм «Схватка» был выпущен на VHS 12 ноября 1996 года компанией Warner Home Video. Из-за большой продолжительности фильма его пришлось выпускать на двух отдельных кассетах. DVD-релиз состоялся 27 июля 1999 года. Специальное издание DVD на двух дисках было выпущено Warner Home Video 22 февраля 2005 года, включающее аудиокомментарии Майкла Манна, удалённые сцены и многочисленные документальные фильмы, подробно описывающие производство фильма. Это издание содержит оригинальную театральную версию.
Первоначальный релиз Blu-ray был выпущен Warner Home Video 10 ноября 2009 года, включающую перевод фильма в высоком разрешении, контролируемый Манном. Среди дополнительных материалов на диске есть аудиокомментарии Манна, часовой документальный фильм о создании фильма и десять минут сцен, удалённых из фильма. Помимо одобрения внешнего вида перевода, Манн также перемонтировал две сцены немного по-другому, назвав их «новыми изменениями в содержании».
Blu-ray «Director's Definitive Edition» был выпущен 9 мая 2017 года компанией 20th Century Fox Home Entertainment, которая приобрела права на распространение фильма через свою долю владения Regency ещё в 2015 году. Двухдисковый комплект, созданный на основе 4K-ремастированного фильма, над которым работал Манн, содержит все дополнения из Blu-ray 2009 года, а также две панели режиссёров 2015 и 2016 годов, одну из которых модерировал Кристофер Нолан.
4K Ultra HD Blu-ray Ultimate Collector's Edition фильма «Схватка», который содержит Director's Definitive Edition фильма на UHD Blu-ray и Blu-ray, а также бонусные материалы, выпущенные 9 августа 2022 года компанией Walt Disney Studios Home Entertainment (под лейблом 20th Century Studios), был выпущен одновременно с датой выхода сиквела романа Манна. В отличие от предыдущих домашних медиа-релизов, Director's Definitive Edition Blu-ray и 4K Ultra HD Blu-ray Ultimate Collector's Edition не имели логотипа Warner Bros. Pictures в начале, хотя титры в конце сохранились.
Фильм «Схватка» транслировался на телеканале NBC 3 января 1999 года в значительно отредактированной версии. Манн предложил телеканалу несколько сцен, которые были сняты, но исключены из театральной версии, в надежде, что фильм будет показан за четыре часа (с рекламой) в течение двух ночей. Вместо этого NBC решила вырезать почти 40 минут из театральной версии, чтобы «Схватку» можно было показать в трёхчасовом временном интервале (с рекламой). Манн сказал Variety: «Они вырезали так много из фильма, что разрушили повествование фильма вместе с его целостностью... Из фильма было изъято слишком много времени, не связанного с языком или другим содержанием». В результате в телевизионной версии имя режиссёра Манна было заменено на псевдоним «Алан Смити».

## Номинации
- 1996 — Премия «Сатурн»
  - Лучший приключенческий фильм или боевик
  - Лучший киноактёр второго плана — Вэл Килмер
- 1996 — Премия Чикагской ассоциации кинокритиков
  - Лучший фильм
- 1996 — Премия Общества кинематографии и звукозаписи[англ.]
  - Выдающееся достижение в области звука для полнометражного фильма — Крис Дженкинс[англ.], Рон Бартлетт, Марк Смит, Ли Орлов
- 1996 — MTV Movie Awards
  - Самый желанный мужчина[англ.] — Вэл Килмер (в том числе за фильм «Бэтмен навсегда»)
- 1997 — YoungStar Awards
  - Лучшая роль молодой актрисы в драматическом фильме — Натали Портман

### Комментарии
1. ↑  Heat — «жара» — на криминальном жаргоне означает «полицейское расследование или преследование», «полиция», «оружие», а также «вина, ответственность» и «сильное эмоциональное давление»[4]. В фильме этот термин используется в различных значениях во всех ключевых сценах.

## Следующий фильм
По непроверенной информации, студия Warner Bros ведет переговоры с Майклом Манном о создании «Схватки 2», приквела/сиквела к оригинальному фильму, сценарий к которому режиссёр новеллизировал в соавторстве с писательницей Мэг Гардинер. «Схватка 2» опишет события, произошедшие как до, так и после событий первого фильма. Также сообщается, что Манн обсуждает исполнение роли молодого Нила Макколи с актёром Адамом Драйвером. Студия и представители режиссёра не комментируют эту информацию. Также на нераскрытые роли в будущем фильме претендуют Ченнинг Татум и Джереми Аллен Уайт.